# Raphaël Comte
Raphaël Comte (Neuchâtel, 29 september 1979) is een Zwitsers politicus voor de Vrijzinnig-Democratische Partij.De Liberalen (FDP/PLR) uit het kanton Neuchâtel.

## Biografie
Raphaël Comte zetelde van 2001 tot 2009 in de Grote Raad van Neuchâtel. Hij was voorzitter van de kantonnale afdeling van zijn partij van 2004 tot 2008. Van 1 maart 2010 tot 1 december 2019 zetelde hij in de Kantonsraad, waarvan hij van 30 november 2015 tot 28 november 2016 voorzitter was.